# Семгамахи
Семгамахи (дарг. Семгамахьи) — село в Акушинском районе Дагестана. Входит в состав сельского поселения «Сельсовет „Акушинский“».

## Географическое положение
Расположено в 1,52 км к северо-востоку от районного центра села Акуша.

## Население
| 1926 | 1939 | 1970 | 1989 | 2002 | 2010 | 2021  |
| ---- | ---- | ---- | ---- | ---- | ---- | ----- |
| 188  | ↘140 | ↗217 | ↗394 | ↗628 | ↗668 | ↗1010 |